# Emma (lady Hamilton)

Emma, lady Hamilton w 1791, portret autorstwa Élisabeth Vigée-Lebrun

Emma Lyon, znana jako Emma Hart, a później jako Emma, Lady Hamilton (ur. 26 kwietnia 1765, w Neston, zm. 15 stycznia 1815) – angielska tancerka, piosenkarka, modelka,  muza George’a Rommneya.

## Życiorys
Jej ojciec Henry Lyon (Lyons) był kowalem i zmarł, gdy Emma miała 2 miesiące. Od roku 1779 mieszkała z matką w Londynie. By zarobić pozowała jako modelka pod nazwiskiem Emma Hart. Malował ją między innymi Joshua Reynolds. Dostrzegł ją wtedy Charles Francis Greville (1749–1809), poseł parlamentu z okręgu Warwick, który uczynił ją swą metresą. Emma była symbolem mody i urody osiemnastowiecznej Wielkiej Brytanii. Podziwiał ją też między innymi Goethe.
Potem Emma została kochanką Sir Williama Hamiltona (1730–1803), brytyjskiego ambasadora w Neapolu i archeologa, wuja Greville’a – który przysłał mu Emmę w 1786 jako „pomoc za uregulowanie długów”. 6 września 1791, w kościele Św. Jerzego, przy Hanover Square w Londynie, Emma i sir William pobrali się. Nie mieli oni jednak potomstwa. W Neapolu Emma został bliska przyjaciółką królowej Marii Karoliny Habsburg, żony króla Ferdynanda IV Burbona. Jako żona brytyjskiego ambasadora w 1793 witała admirała Horatio Nelsona, który powrócił do Neapolu po rozgromieniu Francuzów.
Horacy Nelson został jednym ze stałych gości Hamiltonów, a Emma została jego kochanką, mimo że miała męża, a on żonę – Lady Fanny Nelson. Kochankowie mieli razem córkę, która urodziła się w domu wynajętym przez sir Williama, przy Clarges Street, w londyńskim Piccadilly:
- Horatię Nelson (28 stycznia 1801, w Londynie – 6 marca 1881, w Beaufort), żonę Philipa Warda i matkę 10 dzieci.

Na jesieni tego samego roku, Nelson kupił Merton Place, mały dom na przedmieściach Londynu, w dzisiejszym Wimbledonie, gdzie otwarcie zamieszkał z Emmą
Sir William Hamilton zmarł w 1803. Emma została sama w ciąży z drugim dzieckiem. Dziecko to – dziewczynka, zmarło kilka tygodni po urodzeniu, na początku 1803. Załamana Emma znalazła ukojenie w hazardzie i wydawaniu pieniędzy. Zaczęła pić, aż wreszcie, kiedy jedyna córka miała niecałe 14 lat, Emma zmarła w biedzie.